# 1428
1428 (MCDXXVIII) fue un año bisiesto comenzado en jueves del calendario juliano.

## Acontecimientos
- 2 de febrero: Un terremoto de 6,7 sacude la región de Cataluña dejando cientos de muertos.
- Creación del Magdalene College de la Universidad de Cambridge.
- En 1428, la Triple Alianza Tenochtitlan-Texcoco-Tlacopan atacó y destruyó Azcapotzalco

## Nacimientos
- 3 de mayo, en Guadalajara - Pedro González de Mendoza. Político y eclesiástico, castellano.
- 22 de noviembre, en Inglaterra - Ricardo Neville, 16° conde de Warwick, (f. 1471).
- Vlad Tepes, señor feudal de los Cárpatos

## Fallecimientos
- Masaccio, pintor italiano (n. 1401).